# Wojna polsko-ukraińska

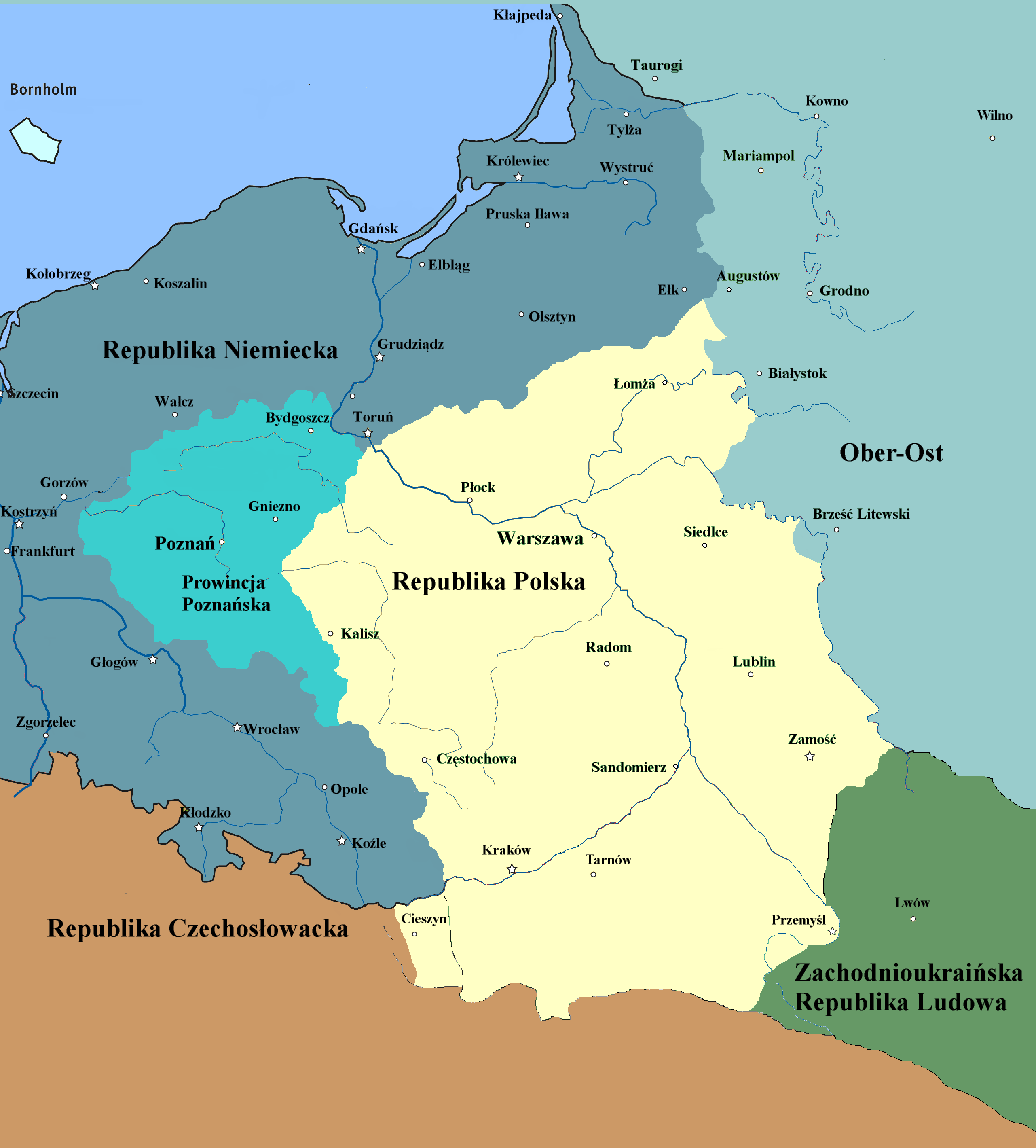
Polska w połowie listopada 1918 roku, odradzające się państwo polskie nie miało wówczas kontaktu z walczącym Lwowem

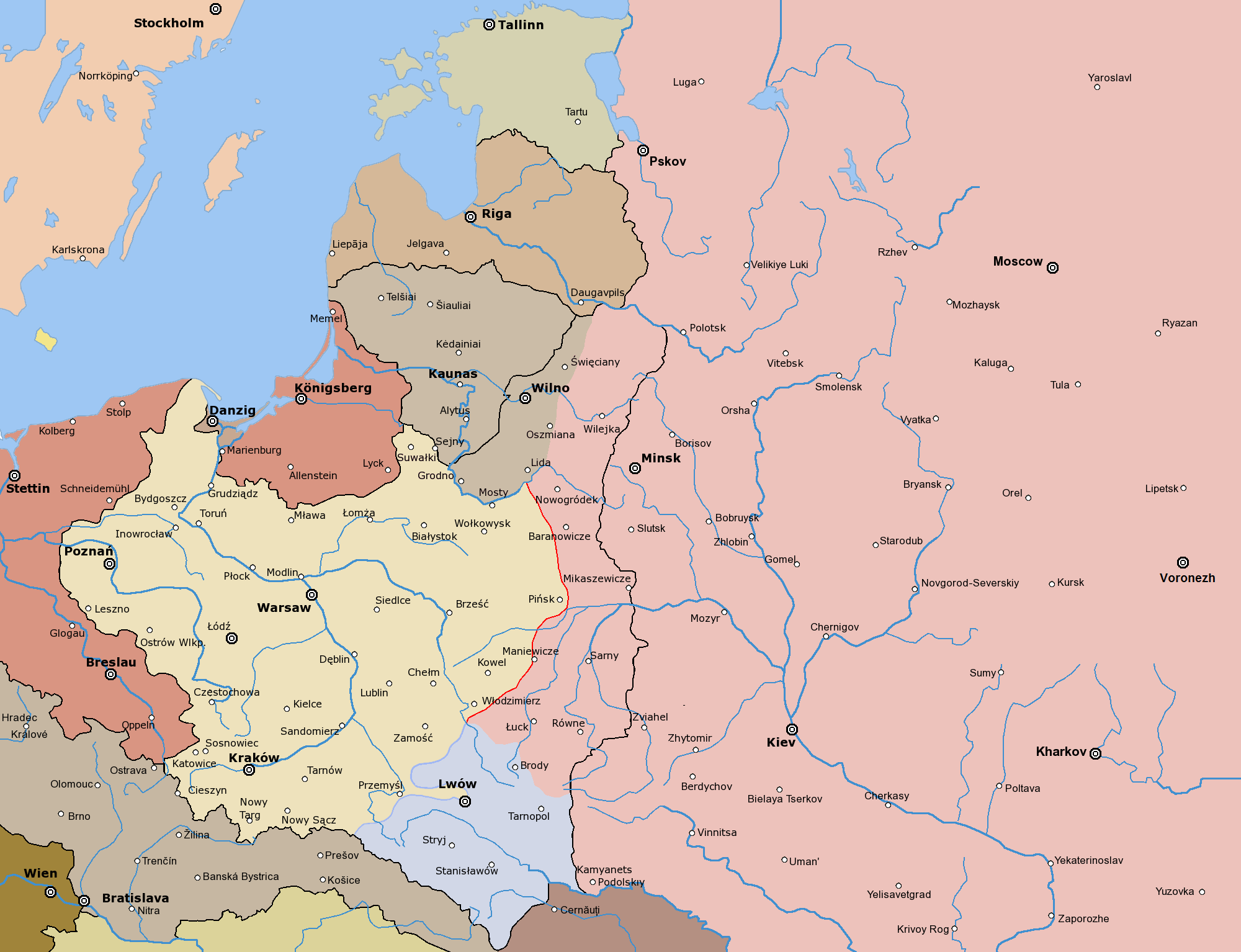
Linia frontu w 1919 r

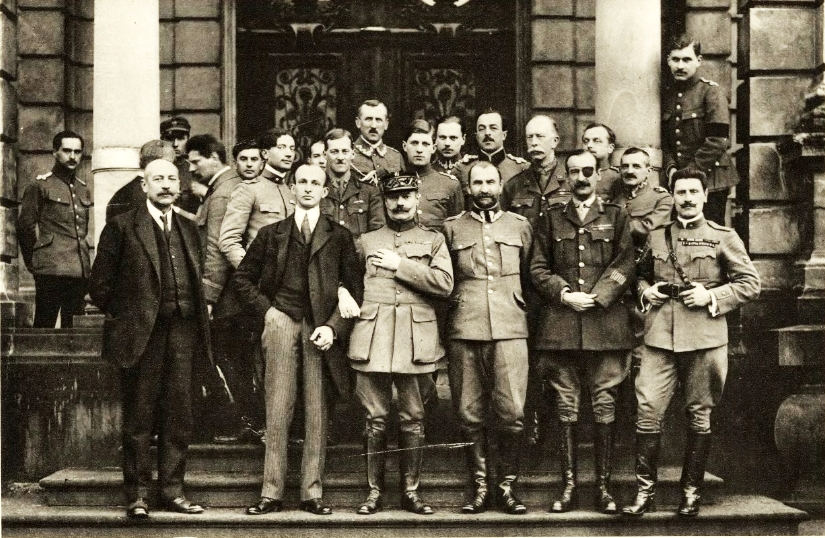
Misja aliancka we Lwowie, luty 1919. Od lewej: Stanisław Wańkowicz, Robert Lord, gen. Joseph Barthélemy, gen. Tadeusz Rozwadowski, płk Adrian Carton de Wiart, mjr Giuseppe Stabile

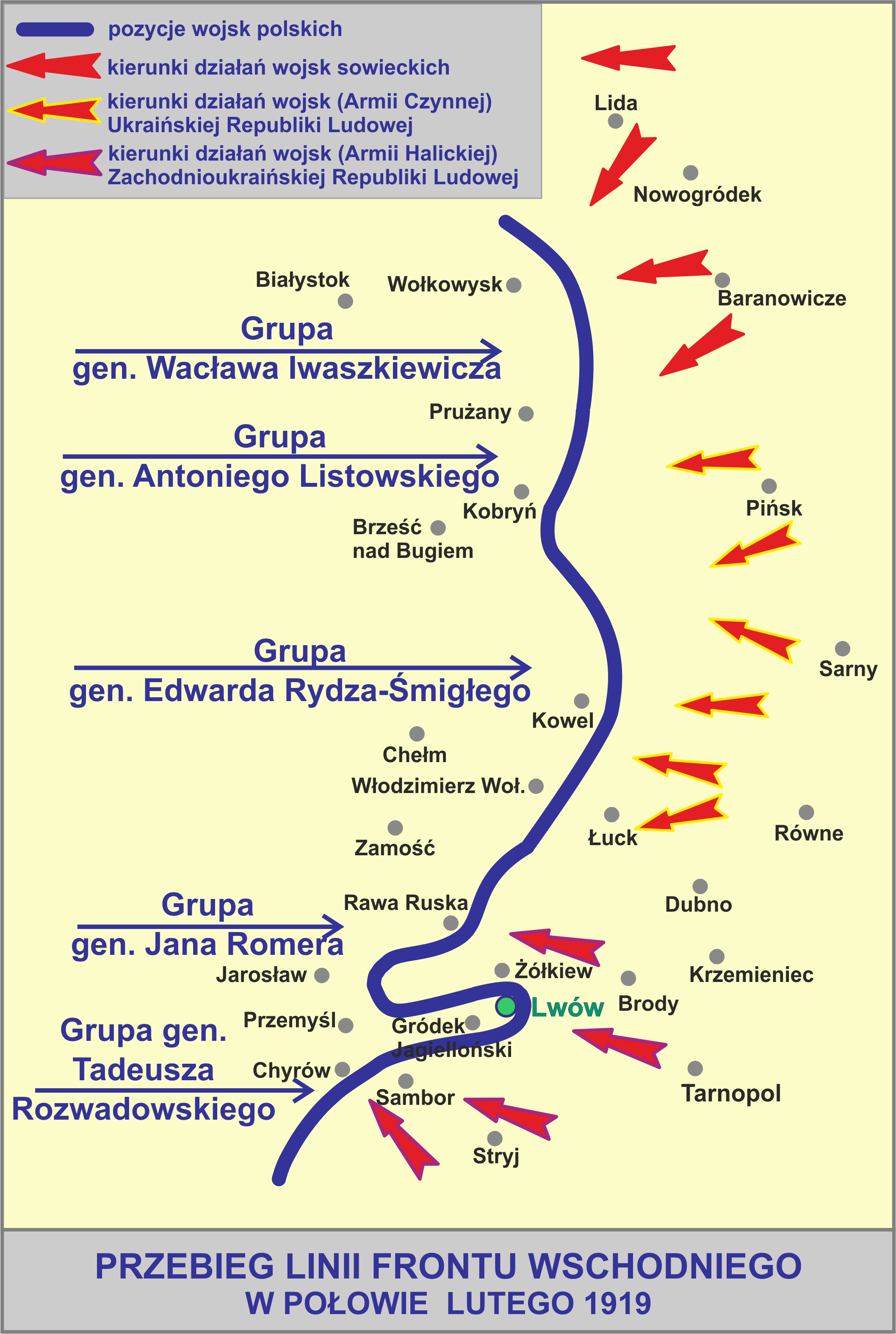
Przebieg linii frontu w lutym 1919

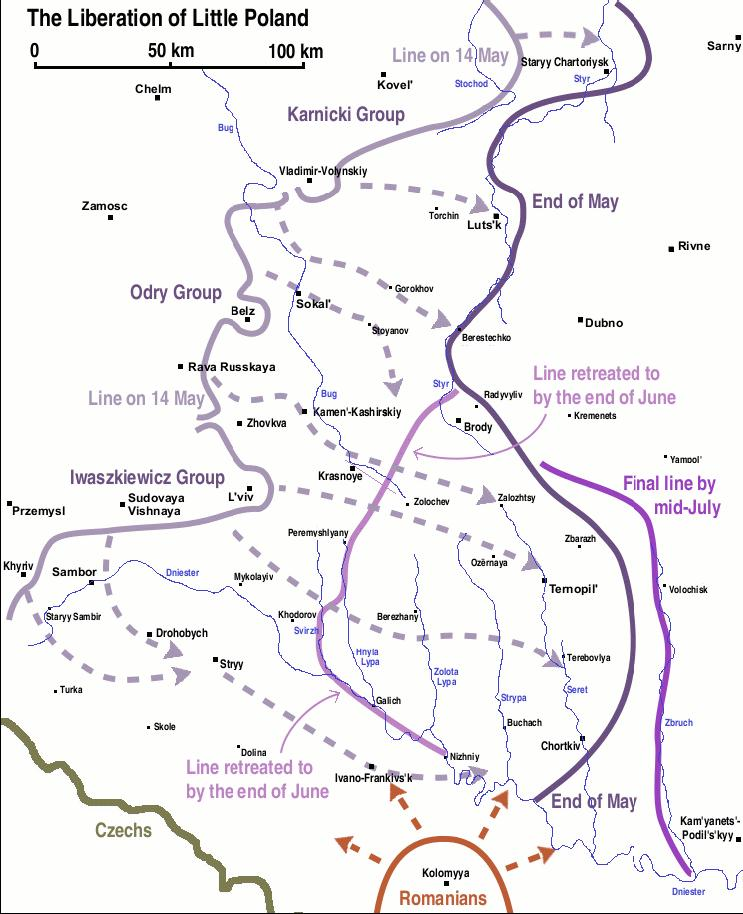
Wojna polsko-ukraińska. Przebieg działań wojennych maj-lipiec 1919.

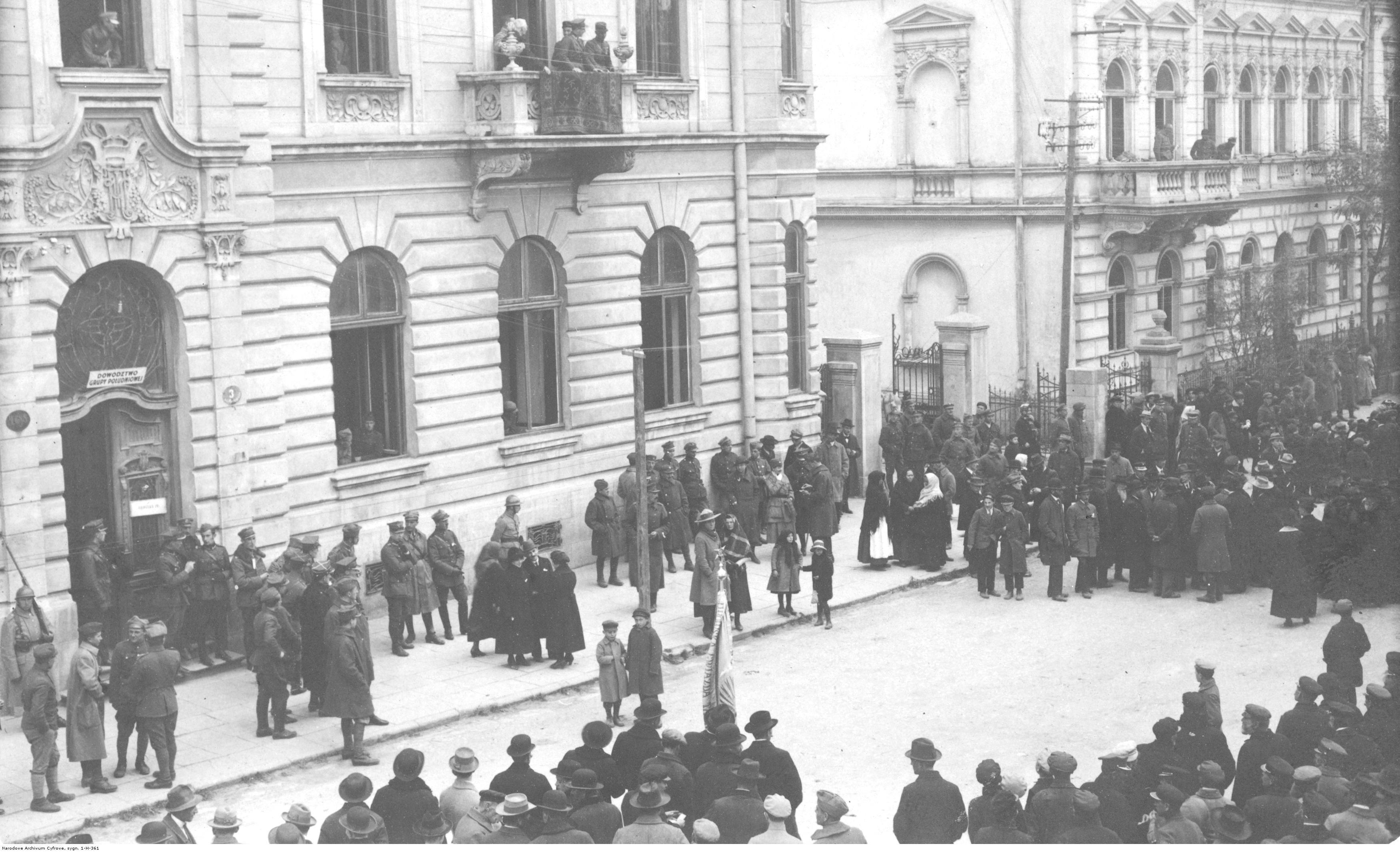
Oddziały Wojska Polskiego po zajęciu Tarnopola.

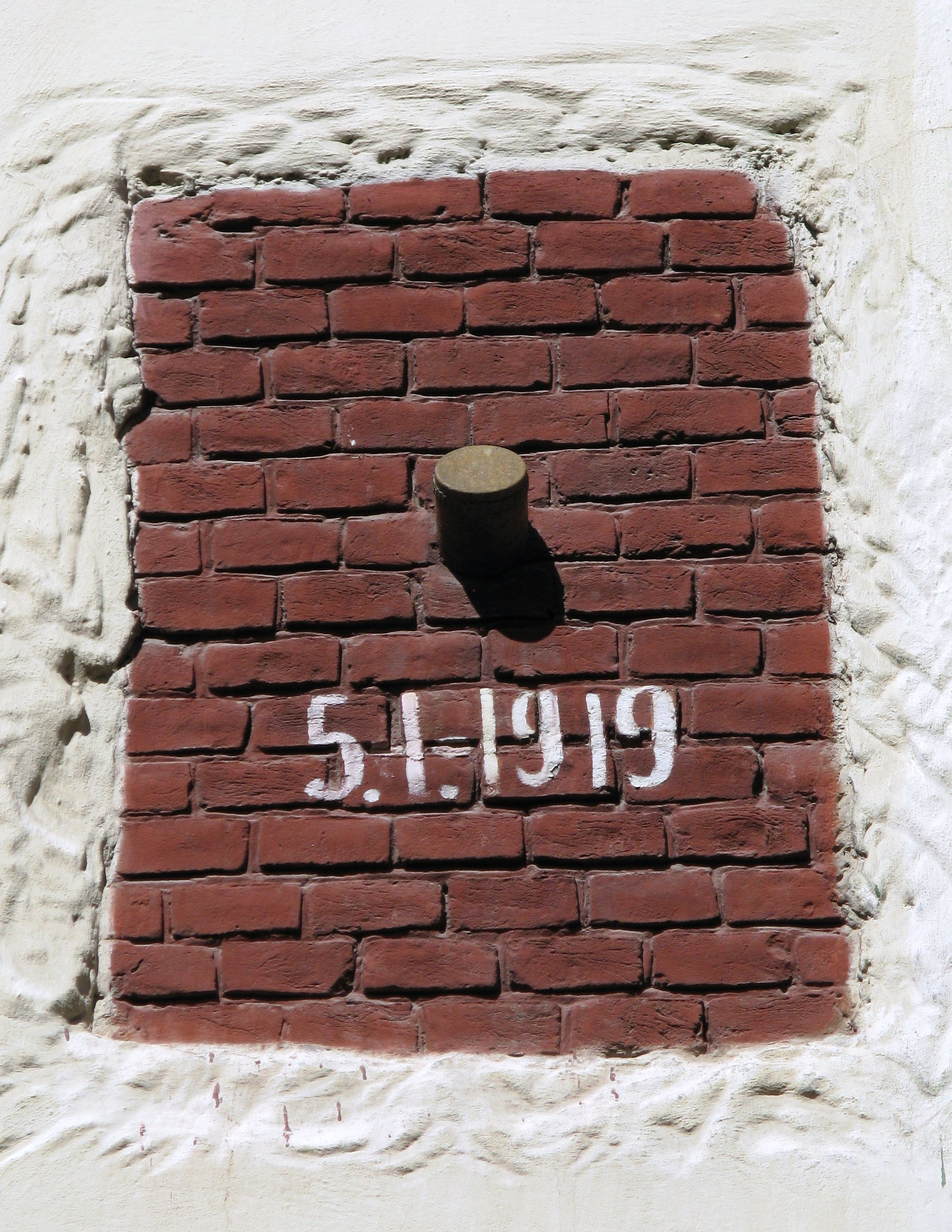
Pocisk z czasów wojny polsko-ukraińskiej we Lwowie

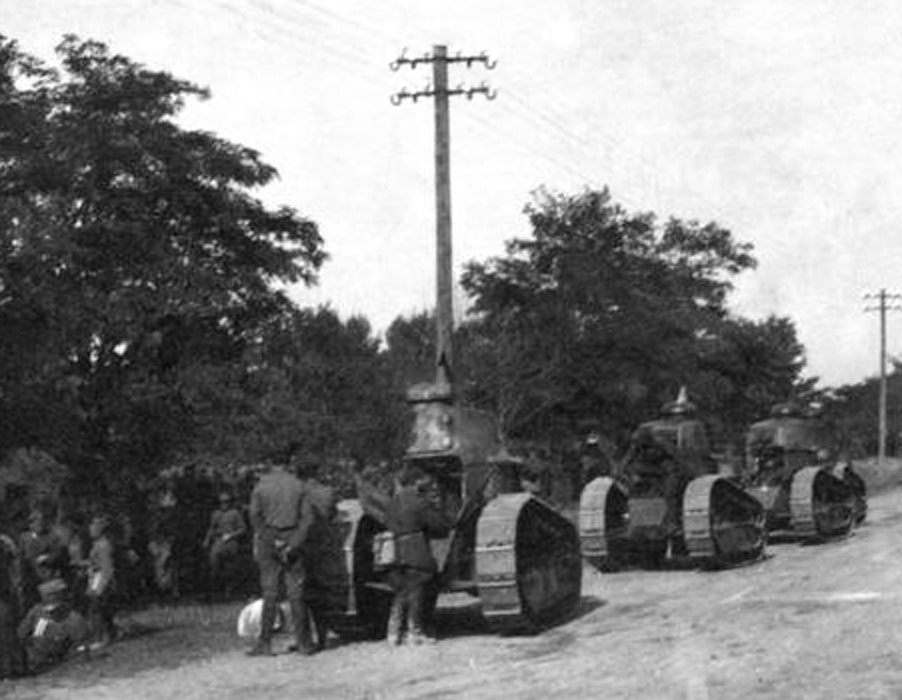
Polskie czołgi FT-17 z 1 Pułku Czołgów w okolicach Lwowa, 1919

Wojna polsko-ukraińska (ukr. Польсько-українська війна) – konflikt zbrojny o przynależność państwową Galicji Wschodniej w latach 1918–1919.
Stronami konfliktu były:
- po jednej stronie Zachodnioukraińska Republika Ludowa proklamowana 1 listopada 1918 przez społeczeństwo ukraińskie Galicji Wschodniej;
- po drugiej stronie polskie społeczeństwo Lwowa, lokalny lwowski Komitet Ochrony Dobra i Porządku Publicznego (po 23 listopada Tymczasowy Komitet Rządzący), a po 11 listopada (w rzeczywistości 22 listopada) odrodzone państwo polskie.

Na Pokuciu w konflikt zaangażowała się Rumunia.

## Opanowanie Galicji Wschodniej przez Ukraińców, walki uliczne we Lwowie
7 października 1918 Rada Regencyjna ogłosiła manifest do narodu polskiego, ogłaszający powstanie niepodległego państwa polskiego. Zarząd miasta Lwowa wysłał więc 11 października 1918 r. do Rady Regencyjnej list zapewniający, że mieszkańcy miasta wezmą aktywny udział w budowie niepodległej Rzeczypospolitej. Na mocy dekretów Rady i rozkazu jej Komisji Wojskowej płk. Władysław Sikorski rozpoczął organizację we Lwowie, z byłych oficerów i szeregowych Polskiego Korpusu Posiłkowego, oddziałów Wojska Polskiego, powołując Komendę Okręgową. Od lata 1918 istniały ponadto Polskie Kadry Wojskowe, powiązane z Narodową Demokracją. Na ich czele stał kpt. armii austriackiej Czesław Mączyński, członek Ligi Narodowej.
W tym czasie nastąpiło też ożywienie działalności niepodległościowych organizacji ukraińskich. Na podstawie spisu ludności z roku 1910  – 61,7% mieszkańców Galicji Wschodniej stanowili Ukraińcy, resztę – głównie Polacy i Żydzi.
W pierwszej połowie października 1918 zwołano do Lwowa delegatów z ziem należących przed wojną do Austro-Węgier, na których mieszkali Ukraińcy – Galicji Wschodniej, Bukowiny i Rusi Zakarpackiej. 19 października utworzyli oni Ukraińską Radę Narodową, która ogłosiła utworzenie państwa ukraińskiego z ziem wschodniej Galicji, aż po rzekę San.
20 października, podczas posiedzenia Rady Miejskiej Lwowa, przyjęto rezolucję o przyłączeniu miasta do Polski. Aktowi sprzeciwili się radni ukraińscy, uznając go za bezprawny.
30 października komendant lwowskiego okręgu POW – por. Ludwik de Laveaux – podczas odprawy komendantów grup poinformował, że następnego dnia planuje zbrojne zajęcie Lwowa w imieniu Rzeczypospolitej, uprzedzając podobną akcję ze strony Ukraińców. Przewidywał zajęcie dworca głównego wraz z magazynami wojskowymi, obsadzenie rogatki Łyczakowskiej oraz zajęcie ratusza, poczty głównej i komendy wojsk austriackich w gmachu namiestnictwa. Tego samego dnia ogłoszono także mobilizację, która spotkała się z szerokim odzewem, zwłaszcza wśród młodzieży.
1 listopada 1918 nad ranem, żołnierze podlegający Ukraińskiemu Komitetowi Wojskowemu, uprzedzając polską akcję, opanowali większość gmachów publicznych we Lwowie. W odpowiedzi powstały spontanicznie, w zachodniej części miasta, dwa polskie punkty oporu z bardzo nieliczną początkowo i słabo uzbrojoną załogą. Były to: szkoła im. Henryka Sienkiewicza, w której znajdował się batalion kadrowy WP, pod dowództwem kpt. Zdzisława Trześniowskiego i Dom Akademicki przy ul. Issakowicza, z niewielką grupą żołnierzy POW. Obie placówki rozpoczęły akcję obronną. Wkrótce powołano Naczelną Komendę Obrony Lwowa, na czele z kpt. Czesławem Mączyńskim.
17 listopada 1918 rozkazem Józefa Piłsudskiego, na własne życzenie, na czele Naczelnego Dowództwa Wojsk Polskich w Galicji Wschodniej, potocznie nazywanego Armią Wschód, stanął gen. Tadeusz Rozwadowski.
Pomoc dla Lwowa wyruszyła z Przemyśla 19 listopada. Grupa liczyła 140 oficerów, 1228 żołnierzy i 8 dział pod dowództwem ppłk. Michała Karaszewicza-Tokarzewskiego. Przybyła do Lwowa 20 listopada. Tokarzewski zaraz po przybyciu przejął komendę nad połączonymi wojskami. Walki we Lwowie trwały do 21 listopada 1918.
Aby uniknąć otoczenia, dowodzący wojskami ukraińskimi płk. Hnat Stefaniw rozkazał wojskom ukraińskim opuścić Lwów w nocy 22 listopada 1918. W chwili wydania rozkazu wycofania się z miasta oddziały Ukraińskiej Armii Halickiej obsadzały: ratusz, Wysoki Zamek, Górę Jacka, namiestnictwo, Narodnyj Dim, Cytadelę, koszary Ferdynanda (Gródecka 40) i dzielnicę Żółkiewską. Miasto nadal było oblegane.
22 listopada 1918, po wycofaniu się Ukraińców z miasta, doszło do pogromu miejscowej ludności żydowskiej z udziałem żołnierzy Wojska Polskiego.
W nocy z 24/25 listopada do oblężonego Lwowa przybył gen. Rozwadowski i przejął dowodzenie od gen. Bolesława Roi. Rozkazy nowego dowódcy nakazywały kontynuowanie ofensywy. Rozwadowski po rozpoznaniu sytuacji stwierdził, że polskie siły są na to zbyt słabe. Generał przystąpił do przekształcania nierównych liczebnie i niezdyscyplinowanych grup ochotników w oddziały regularnego wojska.
24 listopada 1918 został powołany we Lwowie przez polskich działaczy politycznych Tymczasowy Komitet Rządzący, który miał sprawować władzę cywilną na terenie Galicji Wschodniej.

## Walki w Galicji Wschodniej i Wołyniu od grudnia 1918 do marca 1919
Czas po wycofaniu się ze Lwowa Kwatera Główna UHA wykorzystała na organizowanie oddziałów wojskowych. W połowie grudnia front polsko-ukraiński ustalił się na linii od Cisnej do Chyrowa, potem wzdłuż linii kolejowej Przemyśl – Lwów do Przemyśla, z powrotem wzdłuż tej samej linii na przedpola Lwowa, następnie do Jarosławia, przez Lubaczów, Rawę Ruską, Bełz do Kryłowa.
Na początku grudnia 1918 roku oddziały ukraińskie ponownie zagroziły Przemyślowi, zajmując wzgórza między Nehrybką i Hermanowicami. Ostrzeliwały stamtąd miasto. 11 grudnia oddziały polskie gen. Zygmunta Zielińskiego rozpoczęły kontruderzenie, zmuszając Ukraińców do wycofania się na linię Fredropol – Kormanice. W dniach 11-16 grudnia Polacy zdobyli po krwawych walkach Niżankowice, a 17 grudnia zajęli Dobromil. Straty po oby stronach były znaczne. Pod Niżankowicami zginęło m.in. 9 polskich gimnazjalistów z Przemyśla, zwanych "Orlętami Przemyskimi", oraz Irena Benschówna, sanitariuszka, która nie tylko opatrywała rannych, ale i brała czynny udział w walkach.
Z początkiem stycznia wojska polskie zdobyły Uhnów i Bełz oraz linię kolejową Jarosław – Rawa Ruska, co dało im dobrą pozycję do kolejnych operacji zaczepnych. Wskutek lokalnej kontrofensywy ukraińskiej Bełz znalazł się jednak w okrążeniu. Od 27 stycznia do 16 maja 1919 r. trwała zażarta obrona miasta, która związała walką siły Armii Halickiej w całej północnej części województwa lwowskiego. Było to jedyne w tej wojnie poza Lwowem oblężenie, w którym polscy żołnierze i ludność Bełza wytrwali 109 dni.
Pod koniec grudnia Naczelna Komenda Ukraińska przystąpiła do ofensywy mającej na celu zajęcie Lwowa i wyparcie wojsk polskich za San. Gen. Rozwadowski przewidział ten plan, zgodnie z jego rozkazem grupa mjr. Józefa Sopotnickiego uderzyła na tyły wojsk ukraińskich oblegających miasto. Straty zadane Ukraińcom spowodowały, że obrońcom Lwowa, mimo trudnej sytuacji w mieście udało się odeprzeć ofensywę. Kolejny nieudany atak na Lwów miał miejsce na początku stycznia 1919. Po jego załamaniu dowództwo UHA zaplanowało przerwać połączenie pomiędzy Lwowem a Przemyślem. Była to tzw. operacja wowczuchowska, trwająca od 15 lutego do 19 marca 1919. Początkowo zakończyła się ona sukcesem (połączenie przerwano), jednak w niekorzystnej dla armii polskiej sytuacji przerwania walk zażądała Misja Wojskowa Ententy pod przewodnictwem gen. Josepha Barthélemy’ego (linia Barthélemy’ego).
Z uwagi na trudną sytuację militarną, 22 stycznia 1919 roku Zachodnioukraińska Republika Ludowa zjednoczyła się z Ukraińską Republiką Ludową, zachowując autonomię jako Zachodni Obwód Ukraińskiej Republiki Ludowej (ZOURL).
W marcu 1919 r. Ukraińcy dokonali aresztowań wśród polskich mieszkańców Złoczowa, mordując 22 osoby, głównie studentów, uczniów i kolejarzy. Wśród pomordowanych, nazwanych później "Orlętami Złoczowskimi", był poeta Ludwik Wolski.

## Walki od marca do lipca 1919
Walki wznowiono 7 marca, Ukraińska Armia Halicka rozpoczęła ofensywę, przecinając w kilku miejscach połączenie kolejowe Przemyśl – Lwów. Gródek Jagielloński, Sądowa Wisznia i Mościska pozostały w rękach polskich. 12 marca rozpoczęła się kontrofensywa Wojska Polskiego pod dowództwem gen. Wacława Iwaszkiewicza, które 19 marca odbiło linię kolejową Przemyśl – Lwów, odblokowując miasto. Ofensywa polska osiągnęła również znaczne sukcesy terytorialne między Lwowem a Przemyślem. 29 marca front biegł na północy od Lwowa do Rzęsnej Ruskiej, na wschód od Janowa i Jaworowa do Rawy Ruskiej (wszystkie te miejscowości znalazły się w rękach polskich). Rozkazem Józefa Piłsudskiego gen. Iwaszkiewicz po dotarciu odsieczy do Lwowa przejął dowództwo nad Armią Wschód od gen. Rozwadowskiego, który został 19 marca 1919 mianowany szefem Polskiej Misji Wojskowej przy Naczelnym Dowództwie Aliantów we Francji i wyjechał do Paryża.
Nową propozycję rozejmu Rady Czterech (pod przewodnictwem gen. Bothy – linia Bothy) przyjęła Kwatera Główna UHA, ale odrzuciły ją władze polskie i przerzuciły oddziały armii Hallera w sile 35 tys. żołnierzy na front polsko-ukraiński.
By uzyskać lepsze pozycje przed planowaną na maj ofensywą generalną, 19 kwietnia Wojsko Polskie rozpoczęło operację o kryptonimie „Jazda”. Gwałtowny atak wsparty silnym lotnictwem doprowadził do odrzucenia Ukraińców z linii Lubień Wielki-Bartatów-Skniłów i osiągnięcia przez Polaków rubieży Glinna-Nawaria-Nadgórzany-Sołonka-Zubrza.
Pod koniec kwietnia 1919 Naczelne Dowództwo Wojsk Polskich opracowało plan ofensywy przeciwko armii zachodnioukraińskiej w Galicji Wschodniej. Celem operacji było rozbicie wojsk ukraińskich operujących na Wołyniu i Galicji Wschodniej, zapewnienie bezpieczeństwa polskiej ludności zamieszkującej te tereny, odzyskanie obszarów Galicji Wschodniej oraz uzyskanie bezpośredniego połączenia Polski z Rumunią.

### Majowa ofensywa Józefa Hallera
Pod rozkazami gen. Józefa Hallera zgrupowano znaczne siły. Ich trzon stanowiły: I korpus gen. Dominique Joseph Odry’ego 1 i 2 Dywizje Strzelców z Armii Polskiej we Francji, Grupa Operacyjna gen. Aleksandra Karnickiego, Lwowska Dywizja Piechoty oraz zgrupowanie gen. Wacława Iwaszkiewicza z podległą mu Grupą Operacyjną gen. Władysława Jędrzejewskiego i nowo sformowane 3 Dywizja Piechoty Legionów i 4 Dywizja Piechoty. Łącznie stan bojowy oddziałów polskich przewidzianych do działań wynosił około 50 tys. żołnierzy, 200 dział i 900 karabinów maszynowych.
Siły armii zachodnioukraińskiej zebrane pod dowództwem gen. Mychajła Omelianowicza-Pawlenki, posiadały w tym czasie około 44 tys. żołnierzy, 552 karabiny maszynowe i 144 działa.
W połowie maja 1919 wojska polskie rozpoczęły ofensywę w Galicji i na Wołyniu. 14 maja jako pierwsze uderzyły oddziały I Korpusu Armii Hallera, Grupa Operacyjna gen. Aleksandra Karnickiego oraz Lwowska Dywizja Piechoty. 15 maja weszło do akcji zgrupowanie gen. Wacława Iwaszkiewicza, uderzając z trzech stron na Sambor.
25 maja oddziały polskie doszły do linii Bolechów – Chodorów – Bóbrka – Busk. W tym samym czasie, 25 maja, armia rumuńska wraz z 4 Dywizją Strzelców Polskich rozpoczęła zajmowanie południowo-zachodnich terenów ZURL (Pokucia) z Kołomyją i Śniatynem.
Część oddziałów ukraińskich (1 Brygada Górska (UHA) i Grupa „Hłyboka”) utraciła styczność z głównymi siłami i zmuszona była przejść na Zakarpacie, gdzie została internowana przez władze czechosłowackie.

Żołnierze! Pod potężnym uderzeniem Waszych piersi przełamana została cała linia nieprzyjacielska i pierścień nieprzyjacielski otaczający Lwów rozpad[sic!] się... Wierzę, że nadal wytężycie wszystkie siły i doprowadzicie do ostatecznego zupełnego zwycięstwa na chwałę Rzeczypospolitej. Naprzód!, z rozkazu pochwalnego gen. Józefa Hallera do uczestników ofensywy majowej 1919 roku w Galicji Wschodniej

Zmusiło to dowództwo UHA do przesunięcia oddziałów na południowy wschód Galicji, ograniczony rzekami Zbrucz – Dniestr. Po odpoczynku i reorganizacji oddziały UHA pod dowództwem gen. Ołeksandra Hrekowa 7 czerwca przystąpiły do kontrofensywy (ofensywa czortkowska).
W ciężkich bojach udało im się odrzucić wojska polskie na linię Dniestr – Gniła Lipa – Przemyślany – Podkamień, co obudziło nadzieję na zwycięstwo i w konsekwencji spowodowało odrzucenie polskiej propozycji przymierza i utworzenia linii demarkacyjnej, zwanej linią Delwiga.
W niedługim czasie jednak siły UHA zostały ponownie wyparte na pozycje wyjściowe nad Dniestrem i Zbruczem. 28 czerwca 1919 armia polska przełamała front pod Jazłowcem i 16 lipca zmusiła siły UHA do wycofania się za Zbrucz, na teren URL.
Oddziały UHA zostały użyte w celu wsparcia wojsk URL w walce z bolszewikami. Już 25 lipca na przeciwbolszewicki front ruszył II Korpus Halicki, a reszta UHA wyruszyła 2 sierpnia 1919 (operacja kijowska).

## Po zakończeniu walk
Po zajęciu Lwowa, 22 listopada 1918 polskie władze wojskowe zatrzymały jako zakładników ukraińskich polityków: Juliana Romanczuka, Kyryła Studynśkiego, Wołodymyra Ochrymowycza, Wołodymyra Starosolskiego, Iwana Kiweluka, Wołodymyra Baczynskiego, Iwana Kurowcia. Następnie rozpoczęto akcję internowania w obozach Ukraińców „podejrzanych o działalność na szkodę państwa polskiego”, w tym urzędników ZURL oraz żołnierzy Armii Halickiej. Utworzono obozy internowania m.in. w Brześciu, Dąbiu, Dęblinie, Kaliszu, Lwowie, Modlinie, Pikulicach, Przemyślu, Strzałkowie, Szczypiornie, Tarnopolu, Tomaszowie, Wadowicach, Wiśniczu. W końcu 1919 w obozach przebywało ogółem ok. 23-24 tysiące internowanych Ukraińców, a w sumie przewinęło się przez nie około 100 tysięcy Ukraińców. Około 20-25 tysięcy zmarło w obozach, głównie wskutek epidemii tyfusu i czerwonki.
Dekretem Naczelnika Państwa z 10 stycznia 1919 zlikwidowano Polską Komisję Likwidacyjną i Tymczasowy Komitet Rządzący. Na ich miejsce powołano Komisję Rządzącą dla Galicji, Śląska Cieszyńskiego, Orawy i Spisza. 7 marca 1919 rozporządzeniem Rady Ministrów ustanowiono Generalnego Delegata Rządu dla b. Królestwa Galicji i Lodomerii, który przejął kompetencje namiestnika Galicji, wyłączając z jego jurysdykcji radę szkolną, dyrekcję skarbu, zarząd lasów i dóbr państwowych. Generalnym delegatem rządu został mianowany Kazimierz Gałecki, urzędował we Lwowie. Ustawą z 30 stycznia 1920 rozwiązano Sejm Krajowy Galicji i Wydział Krajowy, wprowadzając tymczasowy samorząd. Delegat generalny rządu pełnił urząd do 1 września 1921, do wejścia w życie podziału b. Królestwa Galicji i Lodomerii na województwa (krakowskie, lwowskie, stanisławowskie i tarnopolskie) i likwidacji Namiestnictwa Galicji.

## MocarstwaEntentya ZURL i kwestia Galicji Wschodniej
Paryska konferencja pokojowa zatwierdziła 25 czerwca 1919 administrację tymczasową Polski na terytorium Galicji Wschodniej. Państwa Ententy i organy przez nie wyłonione (Rada Ambasadorów, Rada Ligi Narodów) do 14 marca 1923 uznawały Galicję Wschodnią za terytorium sporne, nie należące do państwa polskiego, nad którym suwerenność sprawują państwa Ententy na mocy traktatu pokojowego Ententy z Austrią. Ententa nigdy nie uznała również de iure Zachodnioukraińskiej Republiki Ludowej. W odniesieniu do terytorium Galicji Wschodniej próbowała wprowadzić rozwiązania prowizoryczne, długoletniego (25 lat) mandatu dla Polski na zarządzanie Galicją, przy zapewnieniu temu terytorium statusu autonomii terytorialnej. Po upływie okresu mandatu miało nastąpić rozstrzygnięcie plebiscytowe. Intencją polityczną państw Ententy w czasie podejmowania tych rozstrzygnięć, było zachowanie terytorium Galicji Wschodniej dla białej Rosji. Polska sprzeciwiała się tym koncepcjom, jednocześnie realizując na administrowanym terytorium politykę faktów dokonanych, integrującą je z państwem polskim.
Po utrwaleniu władzy sowieckiej w Rosji i upadku oczekiwań na restytucję Rosji niebolszewickiej, 15 marca 1923 Rada Ambasadorów uznała suwerenność Polski na terytorium Galicji Wschodniej, przy zastrzeżeniu wprowadzenia przez Polskę statusu autonomicznego dla tego terytorium, czego surogat stanowiła ustawa o samorządzie wojewódzkim z września 1922, stwierdzająca już w samym tytule szczególny charakter terytorium Galicji Wschodniej w ramach państwa polskiego.
W związku z decyzją Rady Ambasadorów rząd ZURL, przebywający na emigracji w Wiedniu, rozwiązał się 15 marca 1923.